# Lista monumentelor istorice din județul Dâmbovița - O

Simbol utilizat pentru monumentele istorice

Lista monumentelor istorice din județul Dâmbovița - O cuprinde monumentele istorice înscrise în Patrimoniul cultural național al României și aflate în localități din județul Dâmbovița al căror nume începe cu litera O. 
Lista completă este menținută și actualizată periodic de către Ministerul Culturii, Cultelor și Patrimoniului Național din România, prin intermediul Institutului Național al Patrimoniului, ultima versiune datând din 2015. Această listă cuprinde și actualizările ulterioare, realizate prin ordin al ministrului culturii.
Puteți căuta un monument din județul Dâmbovița folosind formularul de mai jos sau puteți naviga prin toate monumentele din județ la lista monumentelor istorice din județul Dâmbovița.
| Cod LMI                              | Denumire                                                  | Localitate                          | Localizare | Datare, Creatori                                 | Imagine               | Erori             |
| ------------------------------------ | --------------------------------------------------------- | ----------------------------------- | --- | ------------------------------------------------ | --------------------- | ----------------- |
| DB-I-s-B-17090 (RAN: 67620.01)       | Tumul                                                     | sat Ochiuri; comuna Gura Ocniței    | „Movile”, la 0,5 km NE de localitate, în dreapta pârâului Slănic | Preistorie                                       | Încarcă foto \| video | Raportează eroare |
| DB-I-s-B-17091 (RAN: 68333.01)       | Așezare                                                   | sat Ocnița; comuna Ocnița           | „Dealul Corniș”, în capătul de NE al localității | sec. XVII - XIX, Epoca medievală târzie          | Încarcă foto \| video | Raportează eroare |
| DB-I-s-A-17092 (RAN: 68333.02)       | Așezare                                                   | sat Ocnița; comuna Ocnița           | „Dealul Scoarței”, în capătul de V al satului, la S de DC Ocnița-Gorgota | Epoca bronzului, Cultura Tei                     | Încarcă foto \| video | Raportează eroare |
| DB-I-s-B-17093 (RAN: 68333.03)       | Situl arheologic de la Ocnița, punct „Grecea Mare”        | sat Ocnița; comuna Ocnița           | „Grecea Mare”, la 1 km V de localitate, la confluența izvoarelor Grecea Mare cu Grecea Mică (afluent al pârâului Rogozul)                                                                     |                                                  | Încarcă foto \| video | Raportează eroare |
| DB-I-m-B-17093.01 (RAN: 68333.03.01) | Așezare                                                   | sat Ocnița; comuna Ocnița           | „Grecea Mare”, la 1 km V de localitate, la confluența izvoarelor Grecea Mare cu Grecea Mică (afluent al pârâului Rogozul)                                                                     | sec. II - III Chr., Epoca romană                 | Încarcă foto \| video | Raportează eroare |
| DB-I-m-B-17093.02 (RAN: 68333.03.02) | Necropolă tumulară                                        | sat Ocnița; comuna Ocnița           | „Grecea Mare”, la 1 km V de localitate, la confluența izvoarelor Grecea Mare cu Grecea Mică (afluent al pârâului Rogozul)                                                                     |                                                  | Încarcă foto \| video | Raportează eroare |
| DB-I-s-B-17094 (RAN: 68333.04)       | Situl arheologic de la Ocnița, punct „Dealul Mățău”       | sat Ocnița; comuna Ocnița           | „Dealul Mățău”, împrejurul bisericii, în zona de N a localității |                                                  | Încarcă foto \| video | Raportează eroare |
| DB-I-m-B-17094.01 (RAN: 68333.04.03) | Fortificație                                              | sat Ocnița; comuna Ocnița           | „Dealul Mățău”, împrejurul bisericii, în zona de N a localității | sec. XIV - XVI, Epoca medievală                  | Încarcă foto \| video | Raportează eroare |
| DB-I-m-B-17094.02 (RAN: 68333.04.02) | Așezare                                                   | sat Ocnița; comuna Ocnița           | „Dealul Mățău”, împrejurul bisericii, în zona de N a localității | sec. XIV - XVI, Epoca medievală                  | Încarcă foto \| video | Raportează eroare |
| DB-I-m-B-17094.03 (RAN: 68333.04.04) | Cimitir                                                   | sat Ocnița; comuna Ocnița           | „Dealul Mățău”, împrejurul bisericii, în zona de N a localității | sec. XIV - XVI, Epoca medievală                  | Încarcă foto \| video | Raportează eroare |
| DB-I-m-B-17094.04 (RAN: 68333.04.01) | Așezare                                                   | sat Ocnița; comuna Ocnița           | „Dealul Mățău”, împrejurul bisericii, în zona de N a localității | Epoca migrațiilor                                | Încarcă foto \| video | Raportează eroare |
| DB-I-s-B-17095 (RAN: 68333.05)       | Așezare                                                   | sat Ocnița; comuna Ocnița           | „Hoaga”, pe malul drept al pârâului Slănic, la S de localitate și la 0,2 km E de Lacul Sărat                                                                                                  | Latène, Cultura geto-dacică                      | Încarcă foto \| video | Raportează eroare |
| DB-I-s-A-17096 (RAN: 68084.01)       | Situl arheologic de la Odaia Turcului, punct „Hoaga”      | sat Odaia Turcului; comuna Mătăsaru | „Hoaga”, pe terasa stângă înaltă a Sabarului, la 0,5 km NV de sat și la S de DN7 (cca. 0,2 km)                                                                                                | Epoca bronzului                                  | Încarcă foto \| video | Raportează eroare |
| DB-I-m-A-17096.01 (RAN: 68084.01.02) | Așezare                                                   | sat Odaia Turcului; comuna Mătăsaru | „Hoaga”, pe terasa stângă înaltă a Sabarului, la 0,5 km NV de sat și la S de DN7 (cca. 0,2 km)                                                                                                | Epoca bronzului, Cultura Monteoru                | Încarcă foto \| video | Raportează eroare |
| DB-I-m-A-17096.02 (RAN: 68084.01.01) | Așezare                                                   | sat Odaia Turcului; comuna Mătăsaru | „Hoaga”, pe terasa stângă înaltă a Sabarului, la 0,5 km NV de sat și la S de DN7 (cca. 0,2 km)                                                                                                | Epoca bronzului timpuriu, Cultura Glina          | Încarcă foto \| video | Raportează eroare |
| DB-I-s-A-17097 (RAN: 68351.08)       | Așezare                                                   | sat Odobești; comuna Odobești       | „Măgura”, la 1 - 1,3 km N de localitate, pe malul lacului Spălătura | Eneolitic, Cultura Gumelnița                     | Încarcă foto \| video | Raportează eroare |
| DB-I-s-B-17098 (RAN: 68351.01)       | Situl arheologic de la Odobești, punct „Islaz”            | sat Odobești; comuna Odobești       | „Islaz”, pe ambele maluri ale pârâului Șuța și la E de pădurea Nuceteanca |                                                  | Încarcă foto \| video | Raportează eroare |
| DB-I-m-B-17098.01 (RAN: 68351.01.02) | Așezare                                                   | sat Odobești; comuna Odobești       | „Islaz”, pe ambele maluri ale pârâului Șuța și la E de pădurea Nuceteanca | sec. III - IV p. Chr., Epoca daco-romană         | Încarcă foto \| video | Raportează eroare |
| DB-I-m-B-17098.02 (RAN: 68351.01.01) | Așezare                                                   | sat Odobești; comuna Odobești       | „Islaz”, pe ambele maluri ale pârâului Suta și la E de pădurea Nuceteanca | sec. II - I a. Chr., Latène, Cultura geto-dacică | Încarcă foto \| video | Raportează eroare |
| DB-I-s-B-17099 (RAN: 68351.02)       | Situl arheologic de la Odobești, punct „La Morți”         | sat Odobești; comuna Odobești       | „La Morți”, la N de localitate, pe malul drept al pârâului Șuța |                                                  | Încarcă foto \| video | Raportează eroare |
| DB-I-m-B-17099.01 (RAN: 68351.02.03) | Așezare                                                   | sat Odobești; comuna Odobești       | „La Morți”, la N de localitate, pe malul drept al pârâului Șuța | sec. XVII - XIX, Epoca medievală târzie          | Încarcă foto \| video | Raportează eroare |
| DB-I-m-B-17099.02 (RAN: 68351.02.02) | Așezare                                                   | sat Odobești; comuna Odobești       | „La Morți”, la N de localitate, pe malul drept al pârâului Șuța | sec. IV - V p. Chr., Epoca migrațiilor           | Încarcă foto \| video | Raportează eroare |
| DB-I-m-B-17099.03 (RAN: 68351.02.01) | Așezare                                                   | sat Odobești; comuna Odobești       | „La Morți”, la N de localitate, pe malul drept al pârâului Șuța | Epoca bronzului                                  | Încarcă foto \| video | Raportează eroare |
| DB-I-s-B-17100 (RAN: 68351.03)       | Situl arheologic de la Odobești, punct „Moara”            | sat Odobești; comuna Odobești       | „Moara”, SV de sat și la SE de DJ Odobești-Crovu, pe malul drept al pârâului Șuța, la 0,5 km S de sat                                                                                         |                                                  | Încarcă foto \| video | Raportează eroare |
| DB-I-m-B-17100.01 (RAN: 68351.03.06) | Așezare                                                   | sat Odobești; comuna Odobești       | „Moara”, la SV de localitate și SE de DJ Odobești - Crovu și pe malul drept al pârâului Șuța                                                                                                  | sec. IV p. Chr., Epoca migrațiilor               | Încarcă foto \| video | Raportează eroare |
| DB-I-m-B-17100.02 (RAN: 68351.03.05) | Așezare                                                   | sat Odobești; comuna Odobești       | „Moara”, la SV de localitate și SE de DJ Odobești - Crovu și pe malul drept al pârâului Șuța                                                                                                  | sec. III - IV p. Chr., Epoca romană târzie       | Încarcă foto \| video | Raportează eroare |
| DB-I-m-B-17100.03 (RAN: 68351.03.04) | Așezare                                                   | sat Odobești; comuna Odobești       | „Moara”, la SV de localitate și SE de DJ Odobești - Crovu și pe malul drept al pârâului Șuța                                                                                                  | sec. II - I a. Chr., Latène, Cultura geto-dacică | Încarcă foto \| video | Raportează eroare |
| DB-I-m-B-17100.04 (RAN: 68351.03.03) | Așezare                                                   | sat Odobești; comuna Odobești       | „Moara”, la SV de localitate și SE de DJ Odobești - Crovu și pe malul drept al pârâului Șuța, la 0,5 km S de localitate                                                                       | Hallstatt timpuriu                               | Încarcă foto \| video | Raportează eroare |
| DB-I-m-B-17100.05 (RAN: 68351.03.02) | Așezare                                                   | sat Odobești; comuna Odobești       | „Moara”, la SV de localitate și SE de DJ Odobești-Crovu și pe malul drept al pârâului Șuța, la 0,5 km S de localitate                                                                         | Epoca bronzului târziu                           | Încarcă foto \| video | Raportează eroare |
| DB-I-m-B-17100.06 (RAN: 68351.03.01) | Așezare                                                   | sat Odobești; comuna Odobești       | „Moara”, la SV de localitate și SE de DJ Odobești-Crovu și pe malul drept al pârâului Șuța, la 0,5 km S de localitate                                                                         | Epoca bronzului timpuriu                         | Încarcă foto \| video | Raportează eroare |
| DB-I-s-B-17101 (RAN: 68351.04)       | Tumuli                                                    | sat Odobești; comuna Odobești       | „Movile”, la E de DJ Sălcuța- Odobești și la 2 km NE de sat | Preistorie                                       | Încarcă foto \| video | Raportează eroare |
| DB-I-s-B-17102 (RAN: 68351.05)       | Tumul                                                     | sat Odobești; comuna Odobești       | „Movila lui Zidaru”, pe malul drept al pârâului Șuța, la 2 km NV de sat | Preistorie                                       | Încarcă foto \| video | Raportează eroare |
| DB-I-s-B-17103 (RAN: 68351.06)       | Așezare                                                   | sat Odobești; comuna Odobesti       | „Șorlea”, la 0,5 km E de localitate, pe malul stâng al pârâului Spălătura | sec. III - IV p. Chr., Epoca daco-romană         | Încarcă foto \| video | Raportează eroare |
| DB-I-s-B-17104 (RAN: 68351.07)       | Așezare                                                   | sat Odobești; comuna Odobești       | „Capul satului”, la 0,8 km de intrarea în localitate, spre NE, în dreapta DJ Sălcuța - Odobești                                                                                               | sec. II - IV p. Chr., Epoca romană               | Încarcă foto \| video | Raportează eroare |
| DB-I-s-B-17105 (RAN: 67924.01)       | Necropolă tumulară                                        | sat Oreasca; comuna Lungulețu       | „Movile”, în stânga DN7, la V de localitate | Epoca bronzului                                  | Încarcă foto \| video | Raportează eroare |
| DB-II-a-B-17609                      | Fostul domeniu al Societății „Astra Română”               | sat Ochiuri; comuna Gura Ocniței    | Cartierul de locuințe de serviciu ale Societății „Astra Română”, U.M. Poliție și str. Principală între biserică la nord și complexul comercial la sud, până la limita posterioară a loturilor | sf. sec. XIX, 1920                               | Încarcă foto \| video | Raportează eroare |
| DB-II-m-B-17610                      | Biserica „Sf. Nicolae”                                    | sat Ocnița; comuna Ocnița           | | 1852                                             | Încarcă foto \| video | Raportează eroare |
| DB-II-m-B-17611                      | Biserica „Adormirea Maicii Domnului”                      | sat Odobești; comuna Odobești       | Str. Principală 340 | 1830 - 1833                                      | Încarcă foto \| video | Raportează eroare |
| DB-II-m-B-17707                      | Clopotnița bisericii „Duminica Tuturor Sfinților”         | sat Olteni; comuna Lucieni          | | 1877                                             | Încarcă foto \| video | Raportează eroare |
| DB-II-m-A-17508                      | Biserica de lemn „Duminica Tuturor Sfinților”, „Sf. Ioan” | sat Oncești; comuna Voinești        | Str. Bisericii | 1814                                             | Alte imagini          | Raportează eroare |
| DB-II-m-B-17509                      | Gospodăria Stan Oancea                                    | sat Oncești; comuna Voinești        | Str. Școlii | sec. XIX                                         | Încarcă foto \| video | Raportează eroare |
| DB-III-m-B-21074                     | Monumentul Eroului intitulat „Paza țării”                 | sat Ocnița; comuna Ocnița           | | Vasile Blendea (sculptor)                        | Încarcă foto \| video | Raportează eroare |
| DB-IV-m-A-17834                      | Cruce de piatră                                           | sat Oncești; comuna Voinești        | | 1718                                             | Încarcă foto \| video | Raportează eroare |
| DB-IV-m-A-17835                      | Cruce de piatră                                           | sat Oncești; comuna Voinești        | Lângă biserică | 1719                                             | Încarcă foto \| video | Raportează eroare |
| DB-IV-m-A-17836                      | Cruce de piatră                                           | sat Oncești; comuna Voinești        | Pe valea lui Băr | 1718                                             | Încarcă foto \| video | Raportează eroare |